# Сражение при Фокшанах (1770)
Сражение при Фокшанах — одно из сражений Русско-турецкой войны 1768—1774 годов, произошедшее 3 — 4 января 1770 года во время кампании в Молдавии и Валахии.

## Перед сражением
Кампания 1770 года началась наступлением турецких войск под командованием Абда-паши и Сулейман-аги (до 10 тыс. чел.). Они двигались из Браилова и Журжи в район Фокшанских ворот для соединения с крымскими войсками, действовавшими из Молдавии. Понимая важность удержания Фокшан как пункта, связывающего Бухарест с Яссами, фокшанский отряд генерал-майоров И. М. Подгоричани и Г. А. Потемкина (4 тыс. чел.) был усилен тремя гренадерскими батальонами, Киевским пехотным и Острожским гусарским полками.

## Ход сражения
В полдень 3 января османский отряд Абда-паши (2000 конницы, 800 пехоты, 11 орудий) подошёл к реке Рымне. Перейдя через реку он атаковал русские передовые посты, которые отступили под защиту батарей на фокшанских укреплениях. Подгоричани с тремя гусарскими полками (600 сабель), обойдя левый фланг противника, контратаковал часть турецкого отряда и отбросил её за Рымну. Получив подкрепление, турки снова атаковали, и гусары Подгоричани, потеряв 38 человек убитыми и ранеными, были вынуждены отступить к реке Мильке, преследуемые противником. С наступлением ночи бой прекратился.
На другой день, 4 января, отряд Сулеймана-аги, пришедший от монастыря Комана, соединился с отрядом Абда-паши и начал наступать на Фокшаны. К 10 часам утра турки перешли Мильку и, заняв линейный боевой порядок с конницей впереди и пехотой позади, в 12 часов дня начали атаку на подходившие части Потёмкина и Подгоричани, вначале в форме клина построенные в три пехотных каре, а затем развёрнутые в линию с кавалерией в промежутках (см. схему сражения). 
В результате первого удара османской конницы, несмотря на картечный и ружейный огонь русских, гусарские эскадроны, располагавшиеся между тремя каре пехоты, были опрокинуты и укрылись в среднем каре. В это же время 2000 янычар ударили на передний и правый фасы среднего каре, а турецкая конница атаковала с тыла. В ходе разгоревшегося боя османы были отброшены. 
Последовавшие за этим попытки атаковать левое каре силами конницы, а правое — янычарами, также были отбиты картечным и ружейным огнём.
Янычары, отражённые от правого фланга, повторили попытку снова атаковать среднее каре и сумели в некоторых местах прорваться внутрь его. Потёмкин приказал пехоте ударить в штыки, и к трём часам дня после жестокой рукопашной схватки турки были выбиты из каре.
Дезорганизованный противник вынужден был отступить за реку Милька, преследуемый русской пехотой, поддержанной артиллерией и кавалерией. Преследование продолжилось до поздней ночи; в результате весь османский обоз, стоявший между Милькой и Рымной, достался победителям.

## Результаты
«Сражение при Фокшанах замечательно тем, что пехота была построена уже не в общем каре, как строилась прежде, но в трёх отдельных каре, и несмотря на многочисленность неприятельской кавалерии, войска наши были без рогаток».
В результате поражения при Фокшанах турки не смогли отрезать от Ясс русский бухарестский отряд и разбить его, а крымский хан отказался от нападения на Молдавию.